# Mykhaïlo Holoubovytch
Mykhaïlo Vassyliovytch Holoubovytch (ukrainien : Михайло Васильович Голубович ; russe : Михаи́л Васи́льевич Голубо́вич, Mikhaïl Vassilievitch Goloubovitch) est un acteur soviétique d'origine ukrainienne.

## Biographie
À partir de 2014, il travaille au théâtre académique de Louhansk et collabore avec la république populaire de Lougansk. 
Golubovich est décédé le 9 octobre 2023, à l'âge de 79 ans. 

## Sanctions
Le 8 avril 2022 il est mis sous sanction de la part de l'U.E. En 2023 Vladimir Poutine lui remet la décoration Artiste émérite de la fédération de Russie.

## Filmographie
- 1973 : La Dague (téléfilm)
- 1975 : Au bout du monde (На край света…) de Rodion Nakhapetov : Pavel
- 1972 : Lettre perdue de Boris Ivtchenko.
- 19922 : Luna Park.
- 1993 : Enfants des dieux d'acier, (Дети чугунных богов).
- 2004 : La Terre desséchée (Пересохла земля)[5]
- 2011 : Lumières de tanières, (Огни притона).
- 2019 : Fille de milice, (Ополченочка)[6].